# فينتشنزو تشيانيس
فينتشنزو تشيانيس (بالإيطالية: Vincenzo Chianese)‏ هو لاعب كرة قدم إيطالي في مركز الهجوم، ولد في 14 يناير 1976 في ميليتو دي نابولي في إيطاليا. شارك مع منتخب إيطاليا تحت 18 سنة لكرة القدم ومنتخب إيطاليا تحت 19 سنة لكرة القدم. أما مع النوادي، فقد لعب مع أتالانتا واتحاد بافيا لكرة القدم ونادي أريتسو ونادي بيسكارا ونادي تريفيزو ونادي تيرامو ونادي رافينا ونادي ساليرنيتانا ونادي فوجيا ونادي كومو.